# Koro (psychologie)
Koro je označení pro převážně mužskou fobii či panickou reakci, spočívající v chorobné představě scvrkávání penisu, jeho zmizení v těle a následné smrti. Variantou je domněnka, že pohlavní úd byl odcizen. Postižení se drží za zevní pohlavní orgány, někdy jim pomáhají i příbuzní. Číňané např. fixují penis dřevěnými kolíky.
Představa se vyskytuje celosvětově, byla popsána v jihovýchodní Asii jako epidemie paniky (Singapur, v roce 1967) a v Africe (Nigérie, Ghana). Může být důvodem k lynčování obviněné ženy. Vyskytovala se i ve středověké Evropě, kde byly z krádeže penisu muži někdy obviňovány údajné čarodějnice při čarodějnických procesech. Tyto případy jsou popsány i ve spise Kladivo na čarodějnice.
Fobie byla poprvé popsána jako „suo-yang“ v tradiční čínské učebnici vnitřního lékařství z roku cca 300 před n. l. (The Yellow Emperor's Classic of Internal Medicine). V Americe a v Evropě jde o izolované případy, které nejsou spojeny s obavou ze smrtelného průběhu. Byly popsány u kuřáků marihuany. (Viz PubMed: Earleywine M. „Cannabis-induced Koro in Americans.“)
Koro znamená malajsky: „želva“, přeneseně v slangu „penis“.
Fobii lze analogicky pozorovat také u žen, které si drží labia a ňadra.